# China Open 2014 (Tennis)
Die China Open 2014 fanden vom 28. September bis 7. Oktober 2014 im Olympic Green Tenniszentrum in Peking statt. Bei den Männern waren sie ein Teil der ATP World Tour 500, bei den Damen handelte es sich um ein WTA Premier Mandatory Turnier.

## Herren
→ Qualifikation: China Open 2014 (Tennis)/Herren/Qualifikation

## Damen
→ Qualifikation: China Open 2014 (Tennis)/Damen/Qualifikation